# Pitcairn (wyspa)

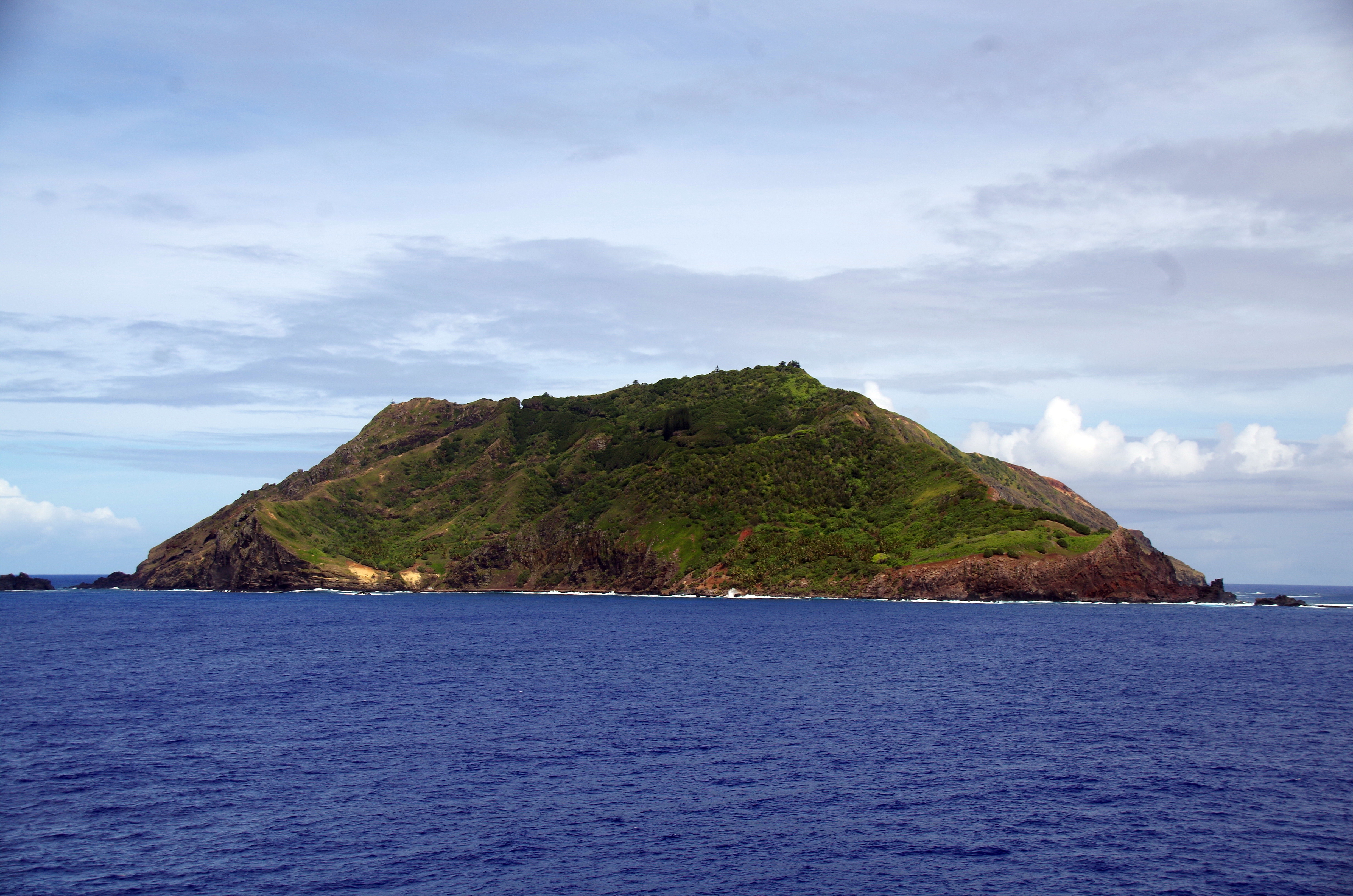
Pitcairn, 2017.

Pitcairn (pitk. Pitkern) – niewielka wyspa wulkaniczna na Oceanie Spokojnym. Jest drugą co do wielkości wyspą Wysp Pitcairn, stanowiących terytorium zamorskie Wielkiej Brytanii i jedyną zamieszkaną. W północnej części znajduje się Adamstown – jedyna miejscowość wyspy, licząca według danych z 2012 r. 48 mieszkańców.
Wyspa Pitcairn jest położona jako druga od zachodu spośród czterech wysp terytorium. Znajduje się ok. 5500 km od wybrzeży Nowej Zelandii i Ameryki Południowej. Powierzchnia wyspy wynosi 4,53 km² (2. miejsce po Henderson).
Została odkryta 2 lipca 1767 r. przez szkockiego żeglarza Roberta Pitcairna i nazwana od jego nazwiska. W 1838 r. wyspa weszła w skład brytyjskich kolonii na Pacyfiku.
W centralnej części wyspy znajduje się wygasły wulkan Pawala, a na południowo-zachodnim krańcu – dolina Little George Coc'nuts. Ze stoków wulkanu wypływają trzy niewielkie potoki. U północnego wybrzeża Pitcairn znajduje się zatoka Bounty Bay.